# Клитагора
Клитагора (др.-греч. Κλειταγόρα) — спартанская лирическая поэтесса, по другим версиям происходила из Фессалии или Лесбоса. Комедиографы Аристофан и Кратин упоминали в своих пьесах застольную песню, названную именем поэтессы. По одной из версий, она могла быть гетерой. С её личностью связывают надпись на краснофигурной гидрии, хранящейся в Музее Университета Миссисипи.

## Биография
Поэтесса Клитагора известна благодаря нескольким свидетельствам древнегреческих комедиографов и их схолиастам. Аристофан вспоминает сколион — застольную песню, названную именем Клитагоры в своих комедиях «Осы» и «Лисистрата». Согласно схолиям к «Лисистрате», Клитагора также упоминалась в утраченной комедии Аристофана «Данаиды». Также в комедии «Облака» ученик Сократа Стрепсиад на просьбу учителя назвать женские имена среди прочих называет и Клитагору. Ещё одно упоминание сколиона содержится в одном из уцелевших фрагментов творчества комедиографа Кратина. В нём говорится о мужчине, который пытался петь «Клитагору», когда флейтист-акомпанементатор играл песню с другой мелодией — «Адмета». Похожий эпизод содержится в пьесе Аристофана «Лисистрата», где пьяный афинянин поёт «Теламона» вместо «Клитагоры». Классицист Бабетта Пютц отмечает, что автор это сделал, чтобы показать уровень опьянения афинян и их миролюбивый настрой. Сами песни, вероятно, исполнялись с разными мелодиями и имели разный смысл.

Гидрия с надписью «Клитагора красивая»

Полный текст песни «Клитагора» не сохранился, Аристофан в «Осах» приводит её начало:

Денег побольше бы
Мне и Клитагору
Вместе с фессалийцами…
Оригинальный текст (др.-греч.)χρήματα καὶ βίαν Κλειταγόρᾳ τε κἀμοὶ μετὰ Θετταλῶν

Бабетта Пютц отмечает, что эта песня должна была быть достаточно известной, чтобы комедиограф мог её использовать для высмеивания хвастливости политика Эсхина. Также она предполагает, что в песне «Клитагора» речь идёт об одноимённой гетере. Свидетельством того, что гетера Клитагора могла существовать, является краснофигурная гидрия, изготовленная в 450—430 годы до н. э., которая хранится в Музее Университета Миссисипи. На сосуде изображены две женские фигуры, одетые в хитоны и гиматии, одна подняла руку в приветствии, а другая держит в правой ладони широкую повязку. Между женщинами находится надпись на греческом языке: «Клитагора красивая» (др.-греч. Καλε Κλεταγορα).
Неизвестно точно, откуда была родом Клитагора. Византийская энциклопедия «Суда» утверждает, что Клитагора была спартанкой, ссылаясь на схолиаста «Лисистраты». Однако схолиаст «Ос» утверждает, что Клитагора была фессалийкою, а Гесихий Александрийский указывает на Лесбос. По мнению исследовательницы Сары Померой, так как Клитагора упоминается в «Лисистрате», вероятно, она была спартанкой. Главными героями этой пьесы являются женщины, афинянки и спартанки, поэтому было более уместно использовать песню спартанской поэтессы. Исследовательница отмечает, что для спартанок употребление вина было ежедневной привычкой, в отличие от других гречанок, которые пили вино только на фестивалях. Также, по мнению Померой, Клитагора написала сколион для исполнения на женских фестивалях. Исследователь Пол Кристал отмечал, что лирическую поэтессу Клитагору прозвали «женским Гомером».

### Комментарии
1. ↑  В переводе на русский Адриана Пиотровского Клитагора в данной фразе отсутствует.
2. ↑  В переводе на русский Адриана Пиотровского вместо песни «Теламон» указана песня «Аякс».
3. ↑  Перевод на русский Адриана Пиотровского.